# Records du Top Album français
Cet article traite des records du Top Albums en France, depuis la création de ce classement en janvier 1985.

## Records du classement des ventes
Créé en janvier 1985, le Top Albums est un classement des meilleures ventes d'albums.
En avril 1989, toutes les compilations sont exclues et comptabilisées dans un classement distinct : le Top Compilations.
Ce n'est qu'en janvier 2011 que les compilations sont de nouveau intégrées au Top Albums, qui tient également compte (en plus des ventes physiques) des ventes par téléchargements à partir de cette date. 

### Albums ayant été le plus longtempsno1
| Nombre de semaines | Artiste               | Titre de l'album                        | Année de sortie |
| ------------------ | --------------------- | --------------------------------------- | --------------- |
| 44                 | Céline Dion           | D'eux                                   | 1995            |
| 29                 | Francis Cabrel        | Samedi soir sur la Terre                | 1994            |
| 26                 | Stromae               | Racine carrée                           | 2013            |
| 24                 | Andrea Bocelli        | Romanza                                 | 1997            |
| 21                 | Adele                 | 21                                      | 2011            |
| 20                 | U2                    | The Joshua Tree                         | 1987            |
| 20                 | Mylène Farmer         | L'Autre…                                | 1991            |
| 17                 | Notre-Dame de Paris   | Notre-Dame de Paris                     | 1998            |
| 16                 | Dire Straits          | Brothers in Arms                        | 1985            |
| 16                 | Jean-Jacques Goldman  | Entre gris clair et gris foncé          | 1987            |
| 16                 | Phil Collins          | ...But Seriously                        | 1989            |
| 16                 | Patrick Bruel         | Alors regarde                           | 1990            |
| 14                 | Johnny Clegg & Savuka | Third World Child                       | 1987            |
| 14                 | James Horner          | Titanic (Bande originale du film)       | 1997            |
| 14                 | Francis Cabrel        | Hors-saison                             | 1999            |
| 13                 | Raphael               | Caravane                                | 2005            |
| 13                 | Seal                  | Soul                                    | 2008            |
| 12                 | Daniel Balavoine      | Sauver l'amour                          | 1985            |
| 12                 | Compilation           | Le Disque des records slows             | 1986            |
| 12                 | Dire Straits          | Money for Nothing                       | 1988            |
| 12                 | Kendji Girac          | Kendji                                  | 2014            |
| 12                 | Louane                | Chambre 12                              | 2015            |
| 12                 | GIMS                  | Le Nord se souvient                     | 2024            |
| 12                 | Johnny Hallyday       | Mon pays c'est l'amour                  | 2018            |
| 11                 | Michael Jackson       | Dangerous                               | 1991            |
| 11                 | Johnny Hallyday       | Sang pour sang                          | 1999            |
| 11                 | Manu Chao             | …Próxima Estación… Esperanza            | 2000            |
| 11                 | Patrick Bruel         | Entre deux                              | 2002            |
| 11                 | Norah Jones           | Come Away with Me                       | 2002            |
| 11                 | Bruno Coulais         | Les Choristes (Bande originale du film) | 2004            |
| 11                 | The Black Eyed Peas   | The E.N.D.                              | 2009            |
| 11                 | Maître Gims           | Ceinture noire / Transcendance          | 2018            |
| 10                 | Francis Cabrel        | Sarbacane                               | 1989            |
| 10                 | Patricia Kaas         | Scène de vie                            | 1990            |
| 10                 | Louise attaque        | Louise attaque                          | 1997            |
| 10                 | Moby                  | Play                                    | 1999            |
| 10                 | Les Prêtres           | Spiritus Dei                            | 2010            |
| 10                 | M. Pokora             | My Way                                  | 2017            |

### Artistes ayant classé le plus d'albums à la première place
| Nombre d'albums | Artiste              | Albums |
| --------------- | -------------------- | --- |
| 25              | Johnny Hallyday      | Johnny à Bercy, Cadillac, Parc des Princes 1993, Rough Town, Lorada Tour, Sang pour sang, 100 % Johnny : Live à la Tour Eiffel, À la vie à la mort !, Parc des Princes 2003, Ma vérité, Flashback Tour, La Cigale, Le Cœur d'un homme, Ça ne finira jamais, Tour 66, Jamais seul, L'Attente, Rester vivant, De l'amour, Mon pays c'est l'amour, Johnny, Les Vieilles Canailles Le Live, Happy Birthday Live, Son rêve américain, Johnny Acte II                                                                                         |
| 23              | Les Enfoirés         | Enfoirés en 2000, L'Odyssée des Enfoirés, Tous dans le même bateau, La Foire aux Enfoirés, Les Enfoirés dans l'espace, Le Train des Enfoirés, Le Village des Enfoirés, La Caravane des Enfoirés, Les Secrets des Enfoirés, Les Enfoirés font leur cinéma, La Crise de nerfs, Dans l'œil des Enfoirés, Le Bal des Enfoirés, La Boîte à musique, Bon anniversaire, Sur la route des Enfoirés, Au rendez-vous des Enfoirés, Mission Enfoirés, Musique !, Le Monde des Enfoirés, Le Pari(s) des Enfoirés, À côté de vous, Un air d'Enfoirés |
| 17              | Mylène Farmer        | Ainsi soit je..., L'Autre…, Anamorphosée, Mylenium Tour, Les Mots, Avant que l'ombre..., Avant que l'ombre... À Bercy, Point de suture, No 5 on Tour, Bleu noir, Monkey Me, Interstellaires, Désobéissance, Live 2019, Plus grandir (Best of 1986-1996), L'Emprise, Nevermore |
| 14              | Céline Dion          | D'eux, Falling into You, Live à Paris, Let's Talk About Love, S'il suffisait d'aimer, Au cœur du Stade, A New Day Has Come, One Heart, Une fille et quatre types, D'elles, Sans attendre, Encore un soir, Un peu de nous, Courage |
| 10              | Jean-Jacques Goldman | Non homologué, Entre gris clair et gris foncé, Traces, Fredericks Goldman Jones, Sur scène, Rouge, En passant, Tournée 98 En passant, Chansons pour les pieds, Un tour ensemble |
| 10              | Florent Pagny        | Savoir aimer, RéCréation, Châtelet Les Halles, Ailleurs land, Baryton, Tout et son contraire, Vieillir avec toi, Le Présent d'abord, Aime la vie, L'Avenir |
| 9               | Michael Jackson      | Bad, Dangerous, History, Blood on the Dance Floor, Invincible, Thriller 25, The Collection, This Is It, Xscape |
| 9               | Jul                  | My World, Émotions, L'Ovni, Je ne me vois pas briller, Inspi d'ailleurs, La Machine, Demain ça ira, Extraterrestre, Cœur blanc |
| 9               | Renaud               | Mistral gagnant, Putain de camion, À la Belle de Mai, Boucan d'enfer, Rouge Sang, Molly Malone – Balade irlandaise, Renaud, Les Mômes et les enfants d'abord !, Métèque |
| 9               | Michel Sardou        | Io Domenico, Musulmanes, Le Bac G, Selon que vous serez etc. etc., Salut, Français, Du plaisir, Hors format, Le Choix du fou |
| 8               | Francis Cabrel       | Sarbacane, Samedi soir sur la Terre, Hors-saison, Les Beaux Dégâts, Des roses et des orties, Vise le ciel, In extremis, À l'aube revenant |
| 8               | Madonna              | True Blue, Like a Prayer, Erotica, Music, American Life, Confessions on a Dance Floor, Hard Candy, Finally Enough Love: 50 Number Ones |
| 8               | U2                   | The Joshua Tree, Achtung Baby, Zooropa, Pop, All That You Can't Leave Behind, How to Dismantle an Atomic Bomb, No Line on the Horizon, Songs of Innocence |
| 7               | Patrick Bruel        | Alors regarde, Si ce soir…, Juste avant, Entre deux, Des souvenirs devant, Lequel de nous, Encore une fois |
| 7               | Indochine            | 3.6.3, Alice et June, Live à Hanoï, Black City Parade, 13, Singles Collection (2001-2021), Singles Collection (1981-2001) |
| 6               | Calogero             | 3, Live 1.0, L'Embellie, Les Feux d'artifice, Liberté chérie, Centre ville |
| 6               | Christophe Maé       | Mon paradis, Comme à la maison, On trace la route, On trace la route - Le Live, Je veux du bonheur, L'Attrape-rêves |
| 6               | Yannick Noah         | Yannick Noah, Pokhara, Charango,Frontières, Hommage, Combats ordinaires |
| 6               | Placebo              | Black Market Music, Sleeping with Ghosts, Meds, Battle for the Sun, Never Let Me Go |
| 6               | M. Pokora            | Player, À la poursuite du bonheur - Live à Bercy, R.E.D, My Way, Pyramide, Épicentre |
| 5               | Coldplay             | X&Y, Viva la Vida or Death and All His Friends, Mylo Xyloto, Ghost Stories, Everyday Life |
| 5               | Depeche Mode         | Violator, Songs of Faith and Devotion, Exciter, Playing the Angel, Spirit |
| 5               | Kendji Girac         | Kendji, Ensemble, Amigo, Mi vida, L'École de la vie |
| 5               | Keen'V               | Ange ou Démon, Saltimbanque, Là où le vent me mène, 7, Diamant |
| 5               | Muse                 | Absolution, The Resistance, The 2nd Law, Drones, Will of the People |
| 5               | Pascal Obispo        | Live 98, Studio Fan - Live Fan, Les Fleurs du bien, Millésimes, Billet de femme |
| 5               | Alain Souchon        | C'est déjà ça, Au ras des pâquerettes, La Vie Théodore, Écoutez d'où ma peine vient, Alain Souchon & Laurent Voulzy |

### Artistes ayant cumulé le plus grand nombre de semaines à la première place
| Semaines au total | Nombre d'albums | Artiste               |
| ----------------- | --------------- | --------------------- |
| 95                | 14              | Céline Dion           |
| 93                | 23              | Les Enfoirés          |
| 90                | 25              | Johnny Hallyday       |
| 72                | 8               | Francis Cabrel        |
| 60                | 10              | Jean-Jacques Goldman  |
| 50                | 17              | Mylène Farmer         |
| 41                | 7               | Patrick Bruel         |
| 38                | 4               | Dire Straits          |
| 31                | 9               | Michael Jackson       |
| 31                | 3               | Adele                 |
| 29                | 8               | U2                    |
| 29                | 2               | Stromae               |
| 25                | 9               | Renaud                |
| 24                | 8               | Madonna               |
| 24                | 1               | Andrea Bocelli        |
| 23                | 10              | Florent Pagny         |
| 23                | 9               | Michel Sardou         |
| 21                | 3               | Slimane               |
| 18                | 5               | Kendji Girac          |
| 18                | 3               | Les Prêtres           |
| 18                | 2               | Vitaa                 |
| 17                | 2               | Phil Collins          |
| 17                | 1               | Notre-Dame de Paris   |
| 16                | 6               | Christophe Maé        |
| 16                | 2               | Johnny Clegg & Savuka |
| 16                | 5               | M. Pokora             |
| 15                | 5               | Coldplay              |
| 15                | 3               | Norah Jones           |
| 15                | 3               | Raphael               |
| 15                | 3               | Sade                  |
| 15                | 2               | Patricia Kaas         |
| 15                | 2               | Louise attaque        |
| 14                | 9               | Jul                   |
| 14                | 7               | Indochine             |
| 14                | 3               | The Black Eyed Peas   |
| 14                | 2               | Louane                |
| 14                | 1               | James Horner          |
| 13                | 6               | Yannick Noah          |
| 13                | 2               | Maître Gims           |
| 13                | 2               | Orelsan               |
| 13                | 1               | Seal                  |
| 12                | 2               | Manu Chao             |
| 12                | 2               | Moby                  |
| 12                | 1               | Daniel Balavoine      |
| 11                | 6               | Calogero              |
| 11                | 1               | Bruno Coulais         |

## Records du classement des téléchargements (2006-2011)

### Albums ayant été le plus longtempsno1
| Nombre de semaines | Artiste  | Titre de l'album                          | Année de sortie |
| ------------------ | -------- | ----------------------------------------- | --------------- |
| 10                 | Mika     | Life in Cartoon Motion                    | 2007            |
| 10                 | Coldplay | Viva la Vida or Death and All His Friends | 2008            |

### Artistes ayant classé le plus d'albums à la première place
| Nombre d'albums | Artiste         | Albums |
| --------------- | --------------- | --- |
| 5               | Les Enfoirés    | Le Village des Enfoirés, La Caravane des Enfoirés, Les Secrets des Enfoirés, Les Enfoirés font leur cinéma, La Crise de nerfs |
| 4               | Michael Jackson | Thriller 25, Thriller, The Essential Michael Jackson, This Is It                                                              |
| 3               | James Blunt     | Chasing Time: The Bedlam Sessions, All the Lost Souls, Some Kind of Trouble                                                   |
| 3               | Mylène Farmer   | Avant que l'ombre... À Bercy, Point de suture, Bleu noir                                                                      |

## Records du classement mégafusion (depuis juillet 2016)
Créé en juillet 2016, le classement mégafusion regroupe les ventes d'albums avec les écoutes en streaming.
Les albums streamés sont convertis en « équivalent-ventes » sur la base suivante :
- Les volumes d’écoutes en streaming de tous les titres d’un album sont additionnés.
- La moitié des streams du titre le plus écouté est retirée du total obtenu.
- Ce total est converti en équivalent ventes (sur la base de 1500 streams = 1 vente)
- Le nombre d’équivalent-ventes obtenu est ajouté aux ventes physiques et aux téléchargements réalisés.

### Albums ayant été le plus longtempsno1
| Nombre de semaines | Artiste         | Titre de l'album                   | Année de sortie |
| ------------------ | --------------- | ---------------------------------- | --------------- |
| 12                 | Johnny Hallyday | Mon pays c'est l'amour             | 2018            |
| 11                 | Maître Gims     | Ceinture noire                     | 2018            |
| 11                 | Nekfeu          | Les Étoiles vagabondes / Expansion | 2019            |
| 11                 | Ninho           | M.I.L.S 3                          | 2020            |

### Artistes ayant classé le plus d'albums à la première place
| Nombre d'albums | Artiste         | Albums |
| --------------- | --------------- | --- |
| 10              | Jul             | Émotions, L'Ovni, Je ne me vois pas briller, Inspi d'ailleurs, C'est pas des LOL, La Machine, Loin du monde, Demain ça ira, Extraterrestre, Cœur blanc |
| 7               | Les Enfoirés    | Au rendez-vous des Enfoirés, Mission Enfoirés, Musique !, Le Monde des Enfoirés, Le Pari(s) des Enfoirés, À côté de vous, Un air d'Enfoirés            |
| 6               | Johnny Hallyday | Mon pays c'est l'amour, Johnny, Les Vieilles Canailles Le Live, Happy Birthday Live, Son rêve américain, Johnny Acte II                                |
| 4               | Mylène Farmer   | Désobéissance, Live 2019, Plus grandir (Best of 1986-1996), L'Emprise                                                                                  |
| 4               | Ninho           | Comme prévu, Destin, M.I.L.S 3.0, JEFE |
| 3               | Damso           | Ipséité, Lithopédion, QALF |
| 3               | Indochine       | 13, Singles Collection (2001-2021), Singles Collection (1981-2001)                                                                                     |
| 3               | Kids United     | Tout le bonheur du monde, Forever United, Au bout de nos rêves                                                                                         |
| 3               | Lacrim          | Force et honneur, Lacrim, R.I.P.R.O Volume III |
| 3               | Lorenzo         | Rien à branler, Sex In The City, Légende Vivante |
| 3               | SCH             | Deo Favente, JVLIVS II, Autobahn |
| 3               | Slimane         | À bout de rêves, VersuS, Chroniques d'un cupidon |
| 3               | Vald            | Xeu, Ce monde est cruel, V |

### Artistes ayant cumulé le plus grand nombre de semaines à la première place
| Semaines au total | Nombre d'albums | Artiste         |
| ----------------- | --------------- | --------------- |
| 31                | 10              | Jul             |
| 20                | 6               | Johnny Hallyday |
| 20                | 3               | Ninho           |
| 15                | 3               | Damso           |
| 14                | 7               | Les Enfoirés    |
| 12                | 2               | Maître Gims     |
| 11                | 2               | Orelsan         |
| 11                | 1               | Nekfeu          |
| 10                | 3               | Slimane         |